# Knautia subscaposa var. subscaposa
Knautia subscaposa subsp. subscaposa é uma variedade de planta com flor pertencente à família Dipsacaceae. 
A autoridade científica da variedade é Boiss. & Reut., tendo sido publicada em Pugill. Pl. Afr. Bor. Hispan. 53 (1852).

## Portugal
Trata-se de uma variedade presente no território português, nomeadamente em Portugal Continental.
Em termos de naturalidade é endémica da Península Ibérica.

## Protecção
Não se encontra protegida por legislação portuguesa ou da Comunidade Europeia.